# Diego Taba
Diego Taba (田場 ディエゴ Taba Diego?), född 31 maj 1996 i Kanagawa prefektur, är en japansk fotbollsspelare.
Taba började sin karriär 2019 i YSCC Yokohama.